# 캘리 토러스
캘리 토러스(영어: Callie Torres)은 숀다 라임스가 제작한 TV 드라마 《그레이 아나토미》의 등장인물이다. 시즌2부터 시즌12까지 주역으로 등장했으며, 사라 라미레스가 연기했다. 양성애자로 알려져 있으며 조지 오말리와 잠시 결혼생활을 하였으나, 조지 오맬리의 외도로 이혼한다. 이후, 애리조나 로빈스와 결혼하고 마크 슬론과의 사이에서 아이를 낳는다. 하지만 또 다시 애리조나 로빈스의 외도로 인하여 이혼에 이른다. 이혼 후, 자신의 연인인 페넬로페 블레이크와 함께 뉴욕으로 떠난다.